# My Apocalypse
My Apocalypse — сингл американской метал-группы Metallica, из девятого студийного альбома Death Magnetic.

## О сингле
26 августа 2008 песня была доступна для прослушивания на официальном сайте группы Mission: Metallica, а также доступна для загрузки (только для Платиновых пользователей). Позже стала доступной для покупки в виде цифрового сингла на iTunes Store. В 2009 году песня выиграла премию Грэмми в номинации «Лучшее Металл Исполнение».

## Список композиций
| №  | Название        | Длительность |
| -- | --------------- | ------------ |
| 1. | «My Apocalypse» | 5:01         |

## Чарты
| Чарт (2008)                            | Высшая позиция |
| -------------------------------------- | -------------- |
| Австралия (ARIA)                       | 38             |
| Бельгия/Фландрия (Ultratop 50)         | 49             |
| Канада (Billboard Canadian Hot 100)    | 28             |
| Дания (Tracklisten)                    | 15             |
| Финляндия (Suomen virallinen lista)    | 3              |
| Ирландия (Irish Singles Chart)         | 45             |
| Норвегия (VG-lista)                    | 9              |
| Швеция (Sverigetopplistan)             | 15             |
| Великобритания (UK Singles Chart)      | 51             |
| США (Billboard Hot 100)                | 67             |
| США (Billboard Mainstream Rock Tracks) | 38             |

## Участники записи
Metallica
- Джеймс Хэтфилд — ритм-гитара, вокал
- Кирк Хэмметт — соло-гитара
- Роберт Трухильо — бас-гитара
- Ларс Ульрих — ударные

Технический персонал
- Рик Рубин — продюсирование
- Тед Дженсен — мастеринг
- Грег Фидельман — микширование